# Beseno
Beseno è stato un comune italiano in provincia di Trento.

## Storia
Beseno è stato un comune italiano istituito nel 1928 dall'unione di Besenello e Calliano in seguito all'annessione della Venezia Tridentina al Regno d'Italia. Dal 1947 i due paesi sono tornati ad essere comuni autonomi.

### Simboli
Lo stemma del Comune di Beseno era stato concesso con regio decreto del 17 marzo 1930.